# Bohumír Jurek
Bohumír Jurek (10. května 1914 Bordovice – 14. srpna 1983 Lichnov) byl český malíř a grafik.

## Život
Narodil 10. května 1914 v Bordovicích. Vystudoval učitelský ústav v Příboře. Po druhé světové válce se s rodinou přestěhoval do Prahy, kde absolvoval školu užitných umění. Následně se učil na Vysoké škole uměleckoprůmyslové v Praze, kde jej vedl profesor Antonín Strnadel.
Do roku 1974 se živil jako pedagog. Následně se vrátil na Novojičínsko, kde se věnoval převážně malbě a grafice. Zemřel 14. srpna 1983 v Lichnově ve věku 69 let.